# 石清水八幡神社 (今治市)
石清水八幡神社（いわしみずはちまんじんじゃ）は愛媛県今治市玉川町にある神社。八幡山の山頂に鎮座している。

## 祭神
- 陀和気命（ほむだわけのみこと）[1]
- 仲彦命（たらしなかつひこのみこと）
- 長帯比売命（おきながたらしひめのみこと）

## 例祭
- 5月10日　例大祭

## 歴史

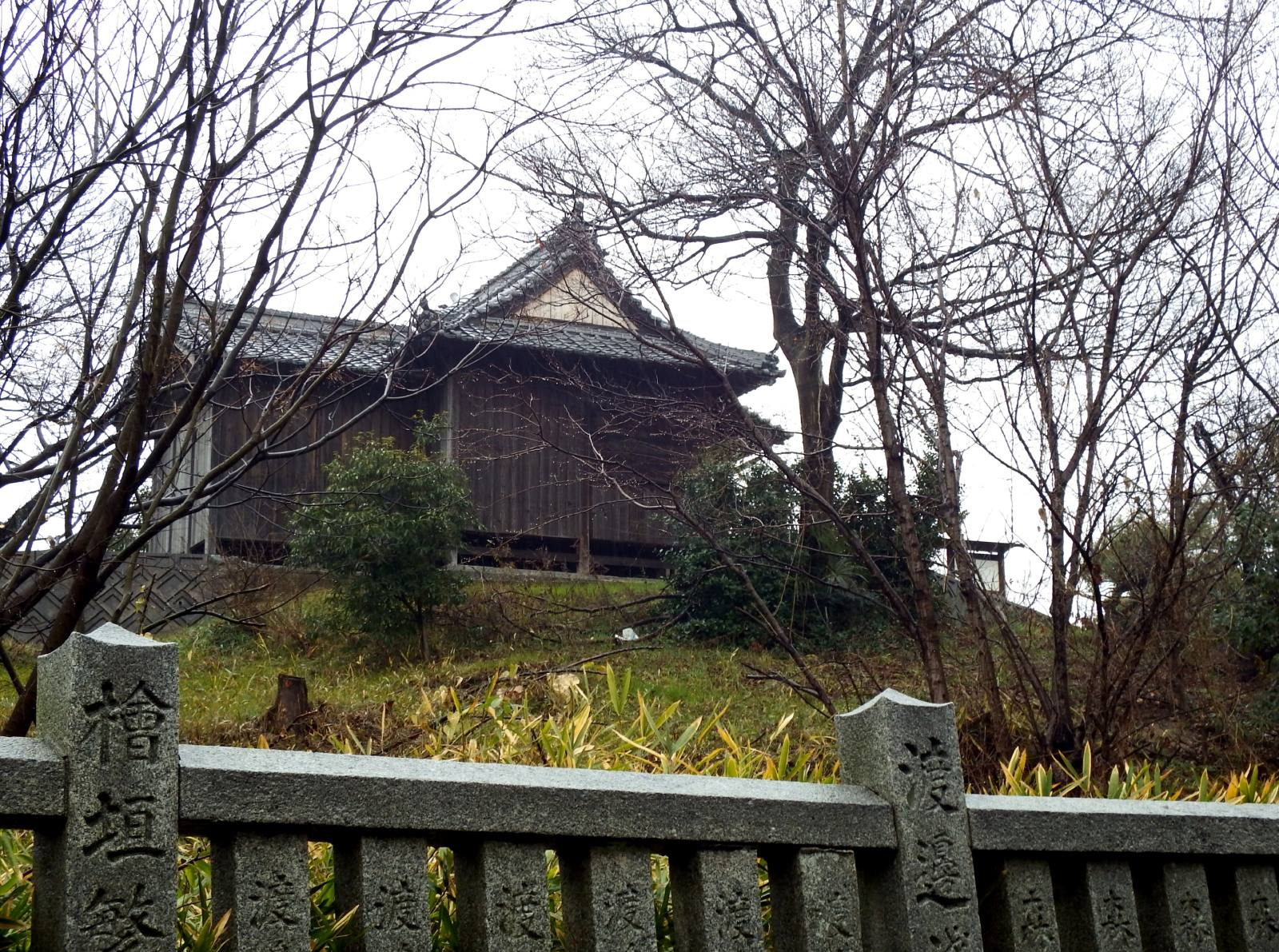
衣干八幡神社

云い伝えによると、この神、今治より巽（南東）の海岸の衣干（きぬぼし）に海中より上がり、その後、
貞観元年（859年）河野深躬が勝岡に勧請し、勝岡八幡宮と称した。永承年中（1046年から1052年）伊予守源頼義は荒廃していたのを見て河野親経と共に社地を八幡山に移し、山城国男山八幡宮の社殿に擬して建立し、石清水八幡宮と称し、その時期に伊予に建立した8箇所の八幡宮でも随一で、伊予一社八幡宮であった。
いつからかは不明であるが、明治初年の神仏分離までは四国八十八箇所霊場の第五十七番札所として別当栄福寺とともに神仏習合の神社であった。また、当社奉事の別当として浄寂寺（臨済宗妙心寺派）もあったが、明治以降の札所を引き継いだのは真言寺院である栄福寺となった。

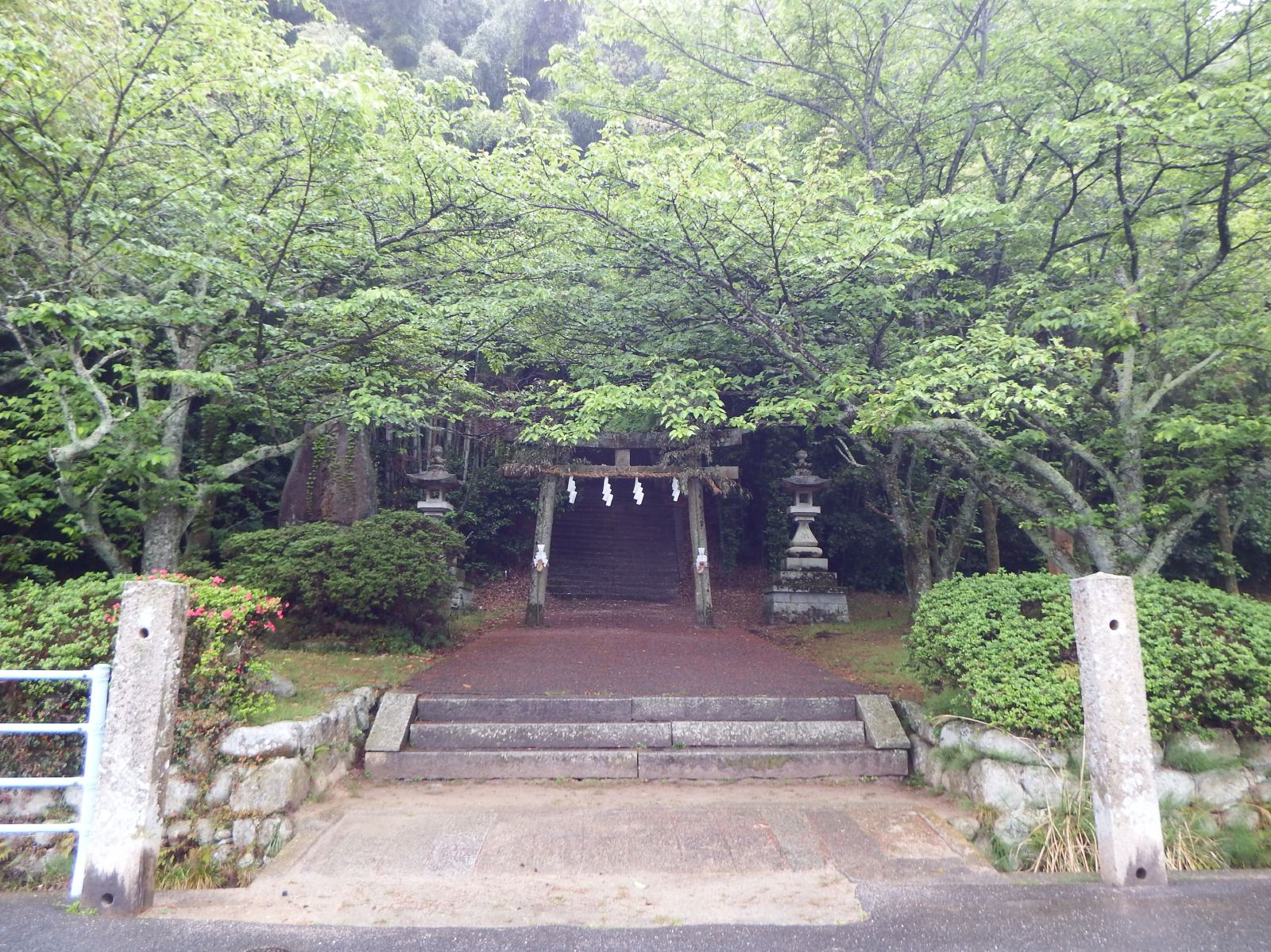
東側参道口
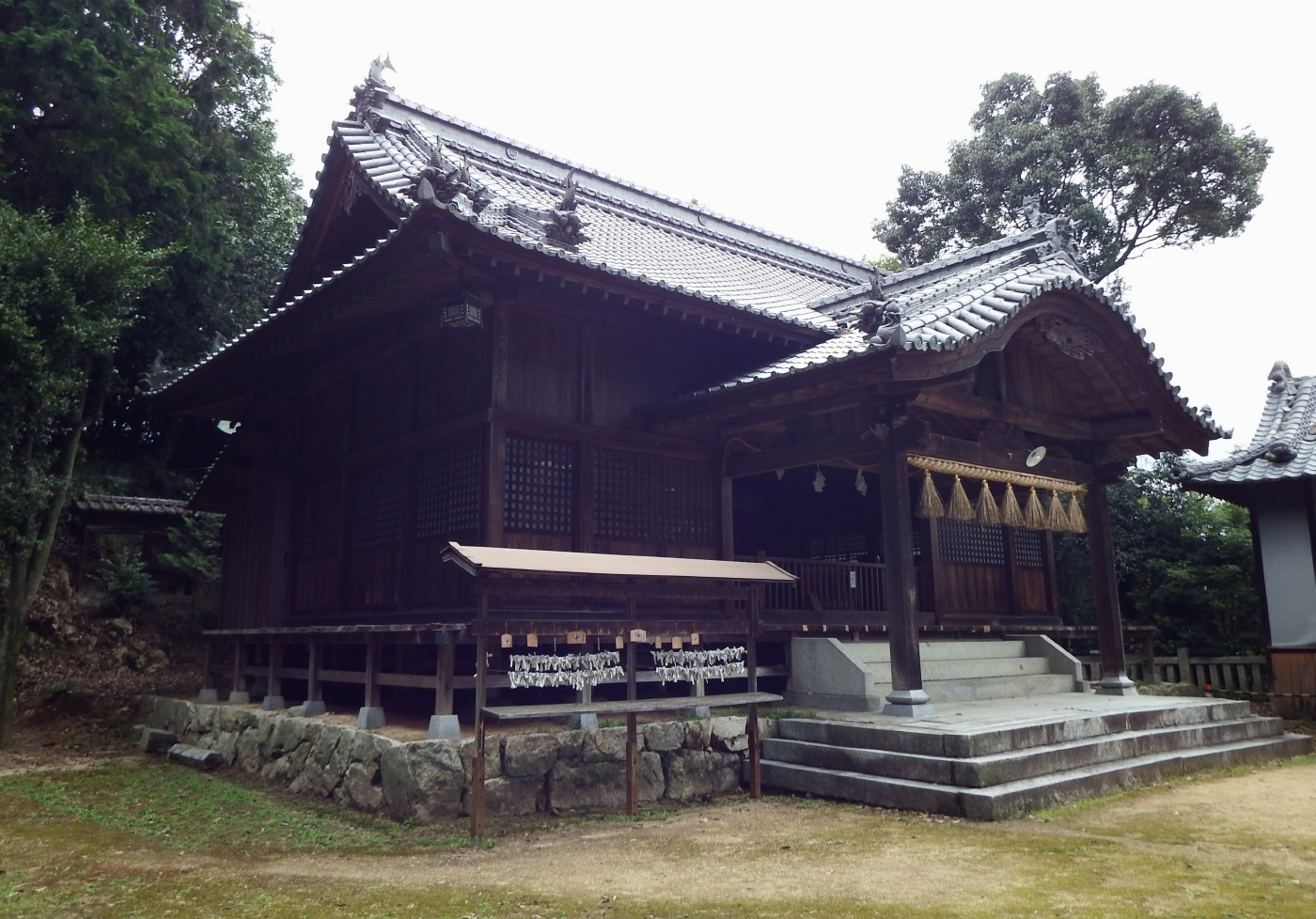
拝殿
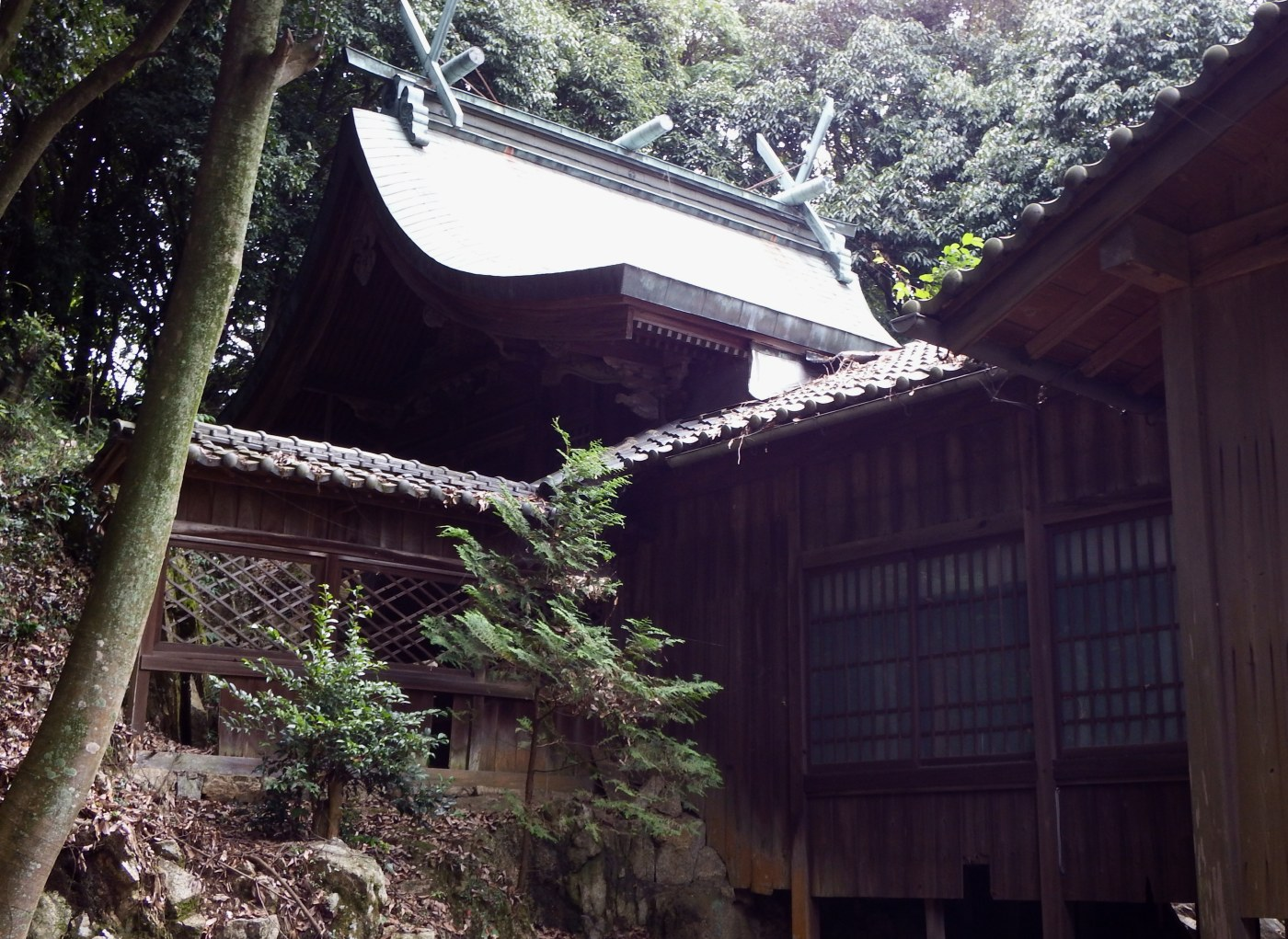
本殿
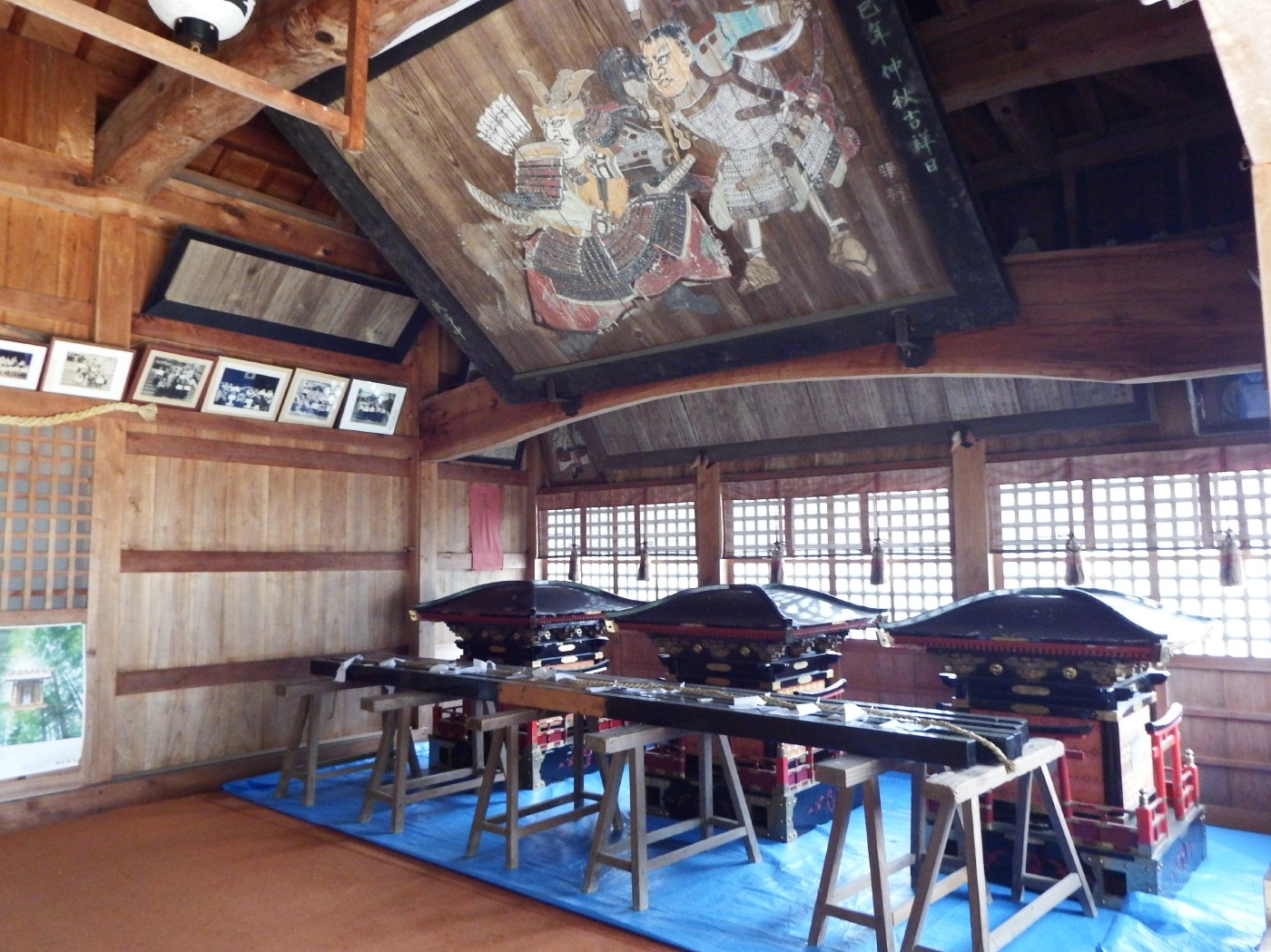
神輿
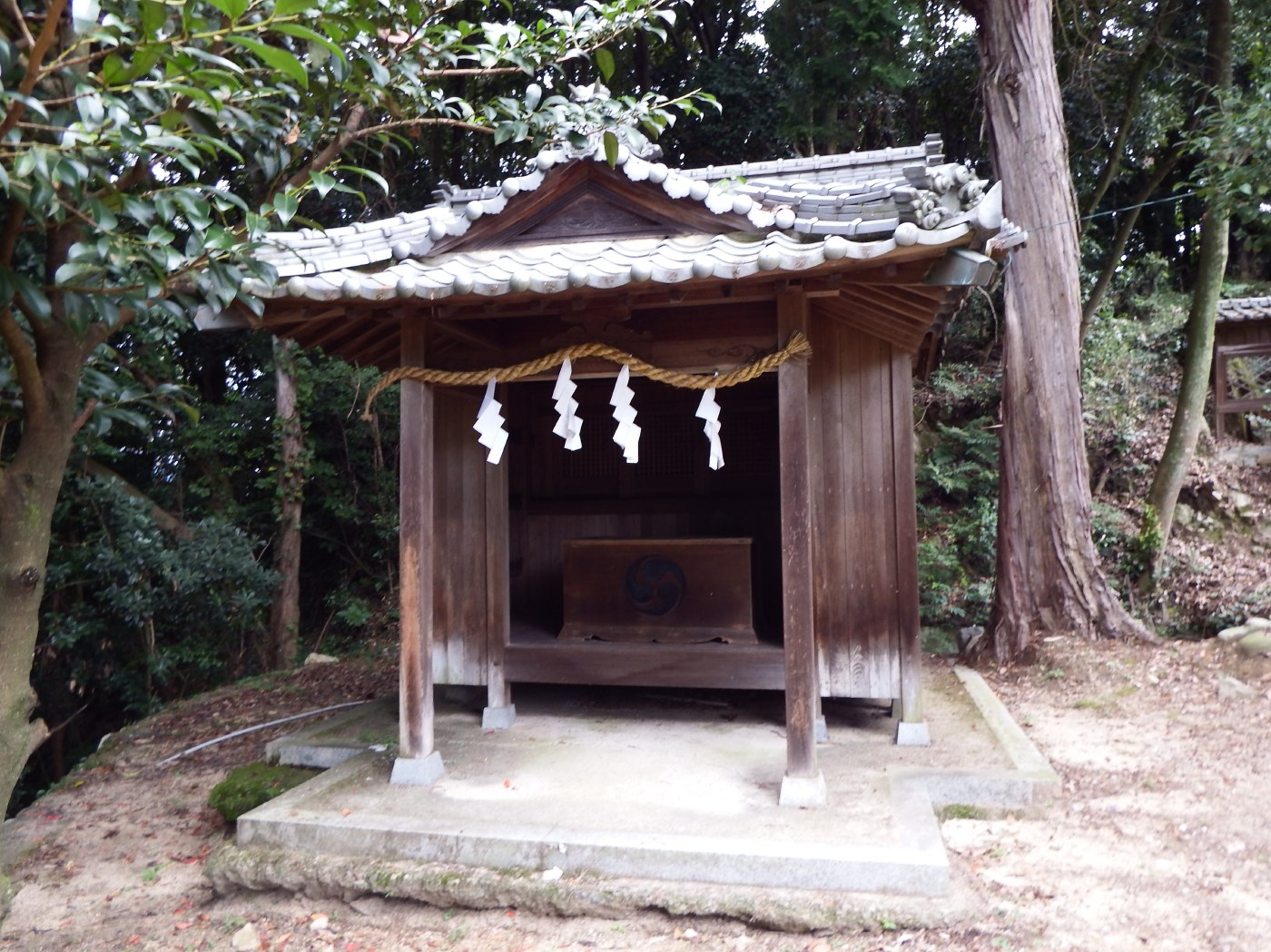
摂社（杵築神社）
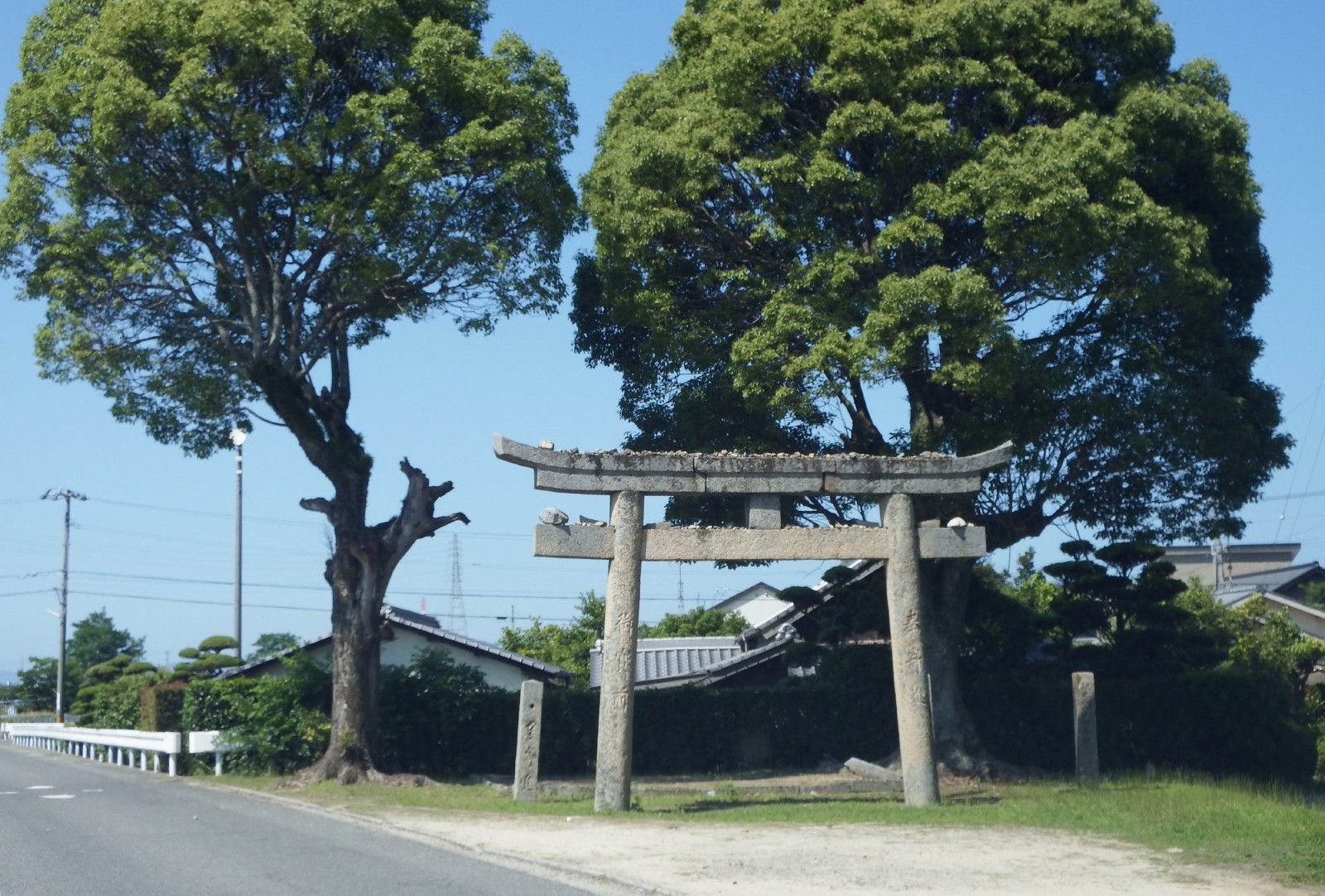
お旅所

- 山頂境内に駐車場数十台分あり。

## 文化財
愛媛県有形文化財
- 木造御神像3躯：その1が像高89cm、その2が72cm、その3が65cmで、いずれもヒノキ材、一木造の坐像、鎌倉時代[4]、1970年3月27日指定

## 元別当寺院
府頭山栄福寺（高野山真言宗）
　明治初期の神仏分離以後は独立し、山頂から西麓に移転して四国八十八箇所第57番札所を引き継ぐ。

法華山浄寂寺（臨済宗妙心寺派）
　山の東麓に位置する。古くは能寂寺と称し毎年の法華会、金剛般若会その外諸神事を執り行っていた。

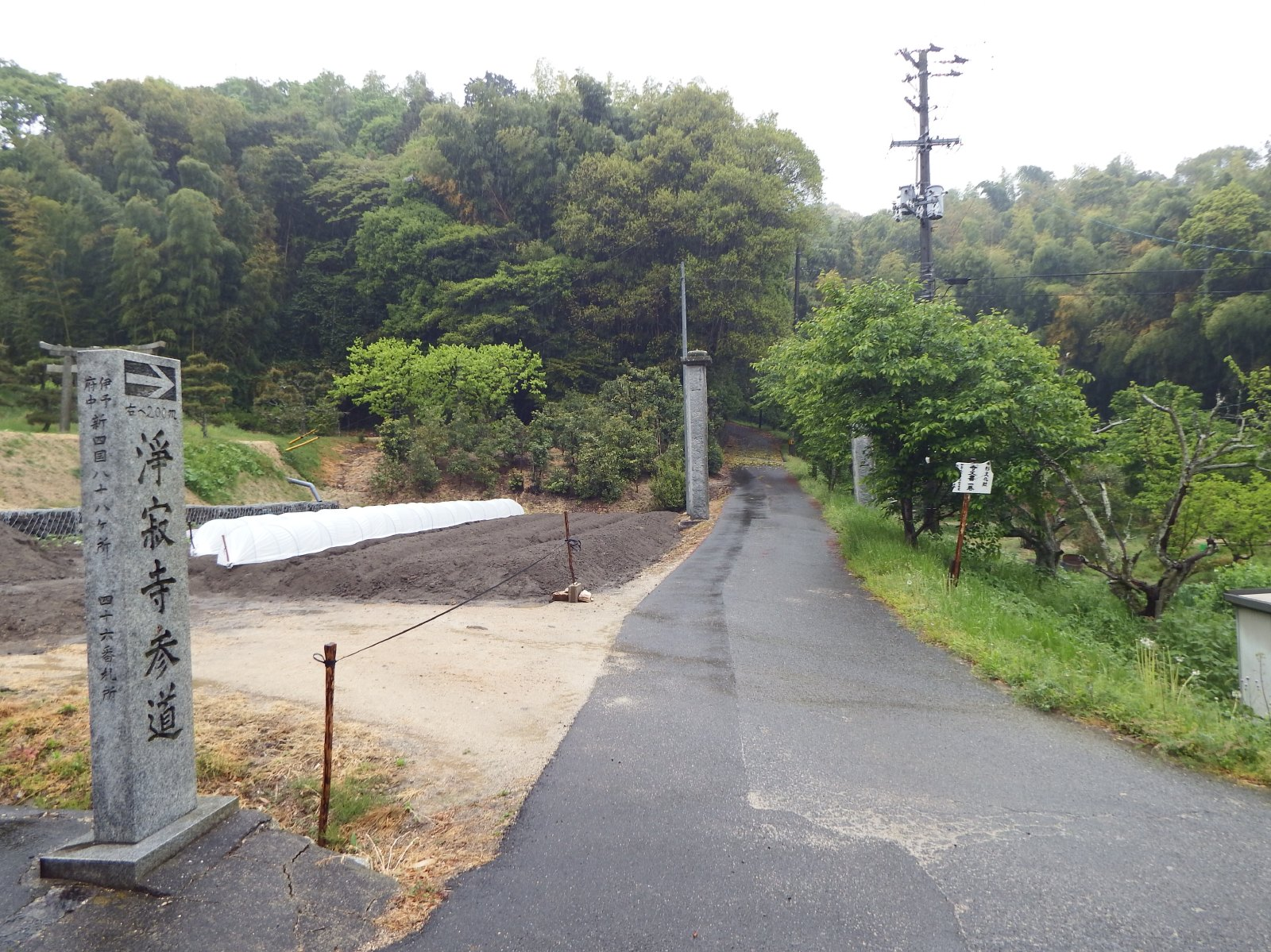
参道口
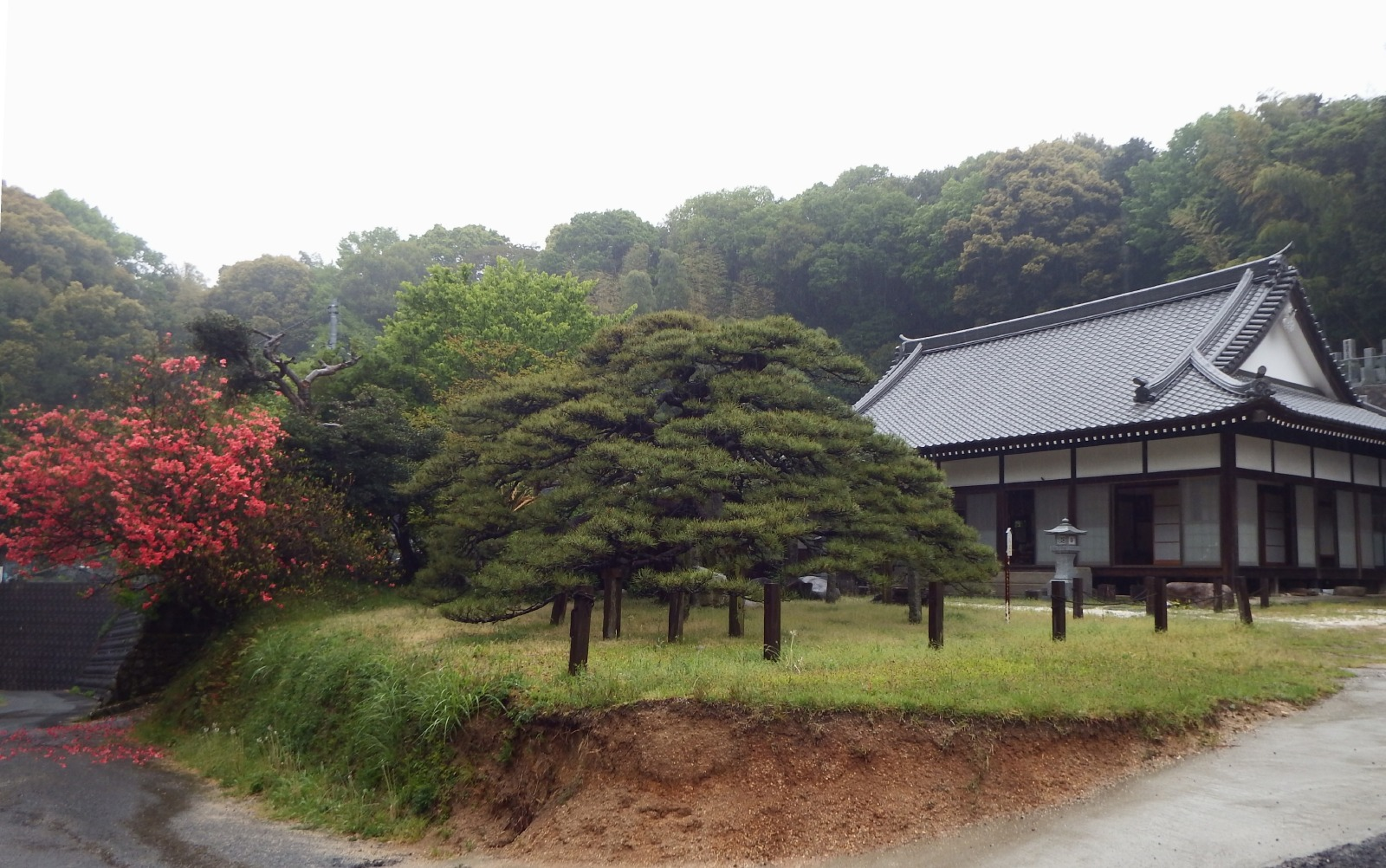
本堂

## 山内の他の社寺
- 伊加奈志神社：当社の北側にあり。

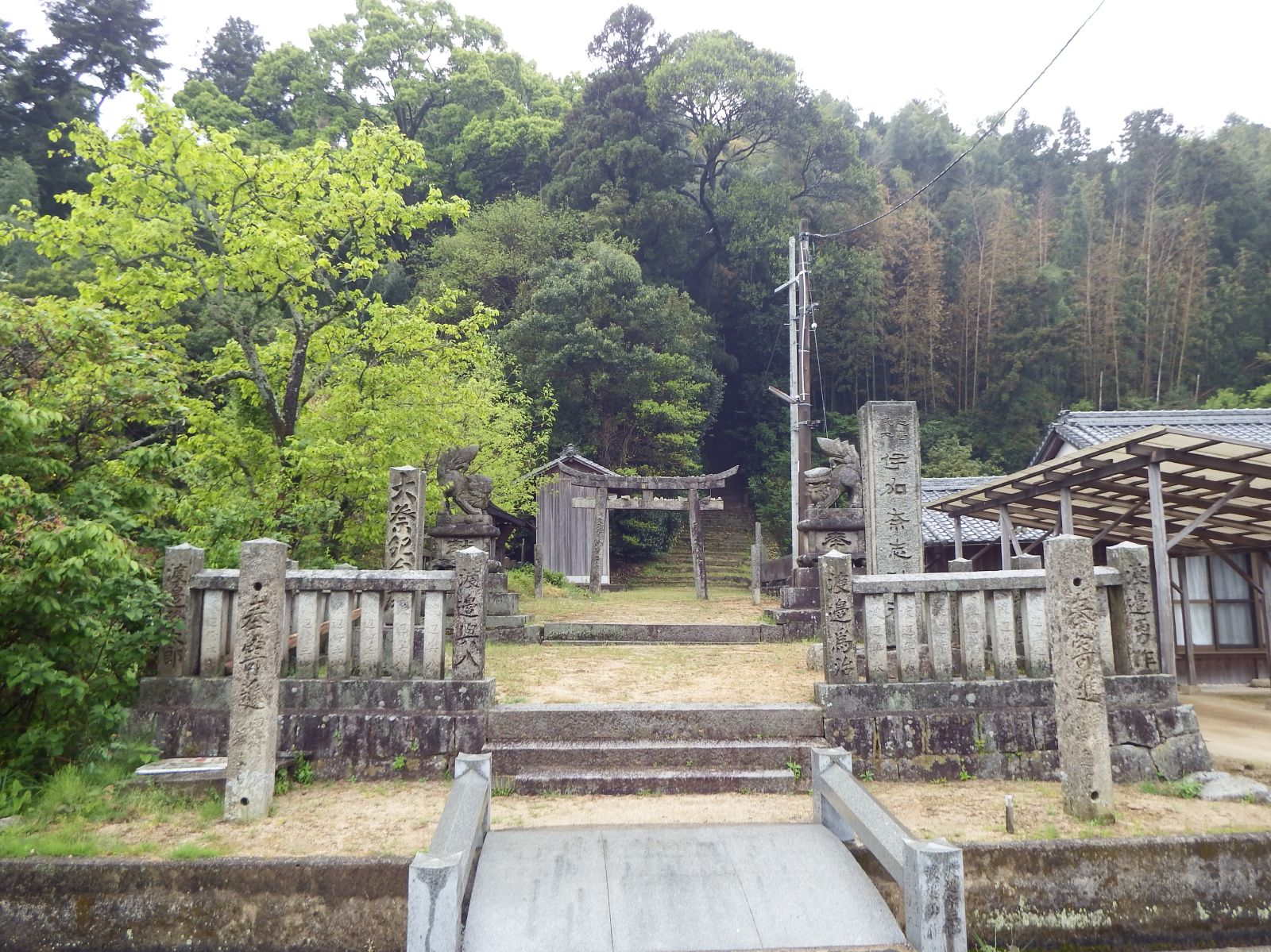
伊加奈志神社の入口
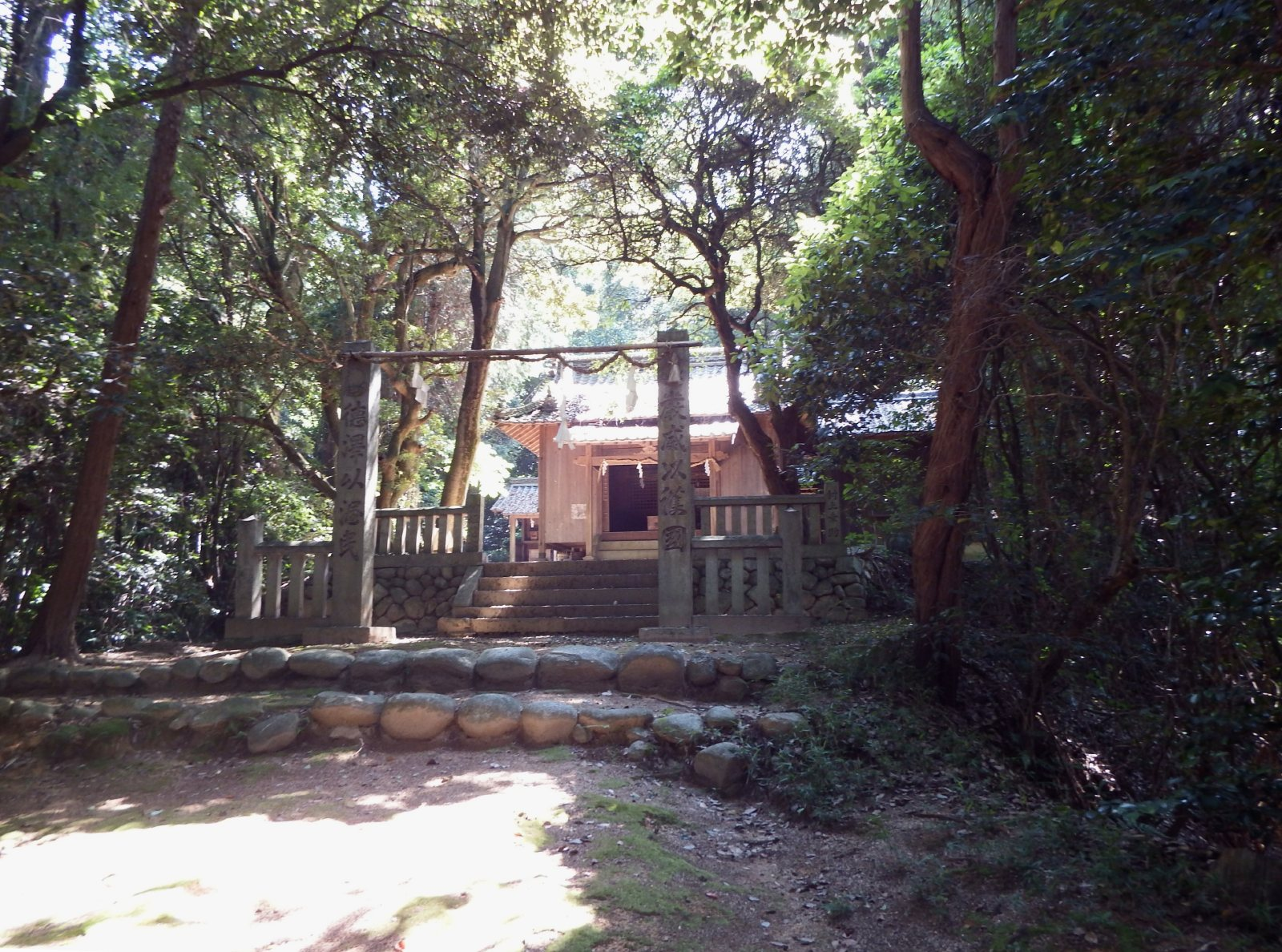
伊加奈志神社の境内

- 三嶋新宮神社：当社の南側にあり。

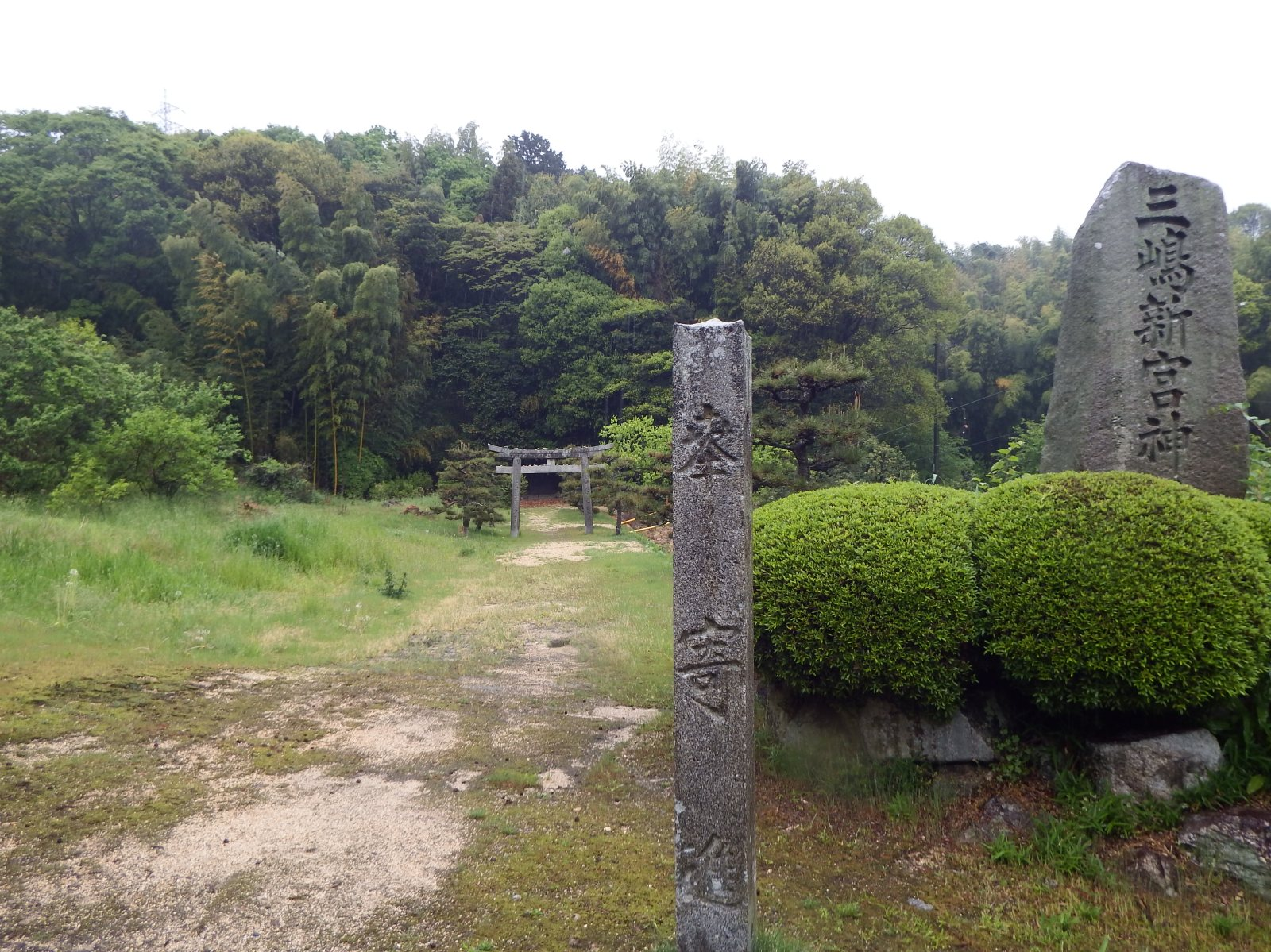
三嶋新宮神社の入口
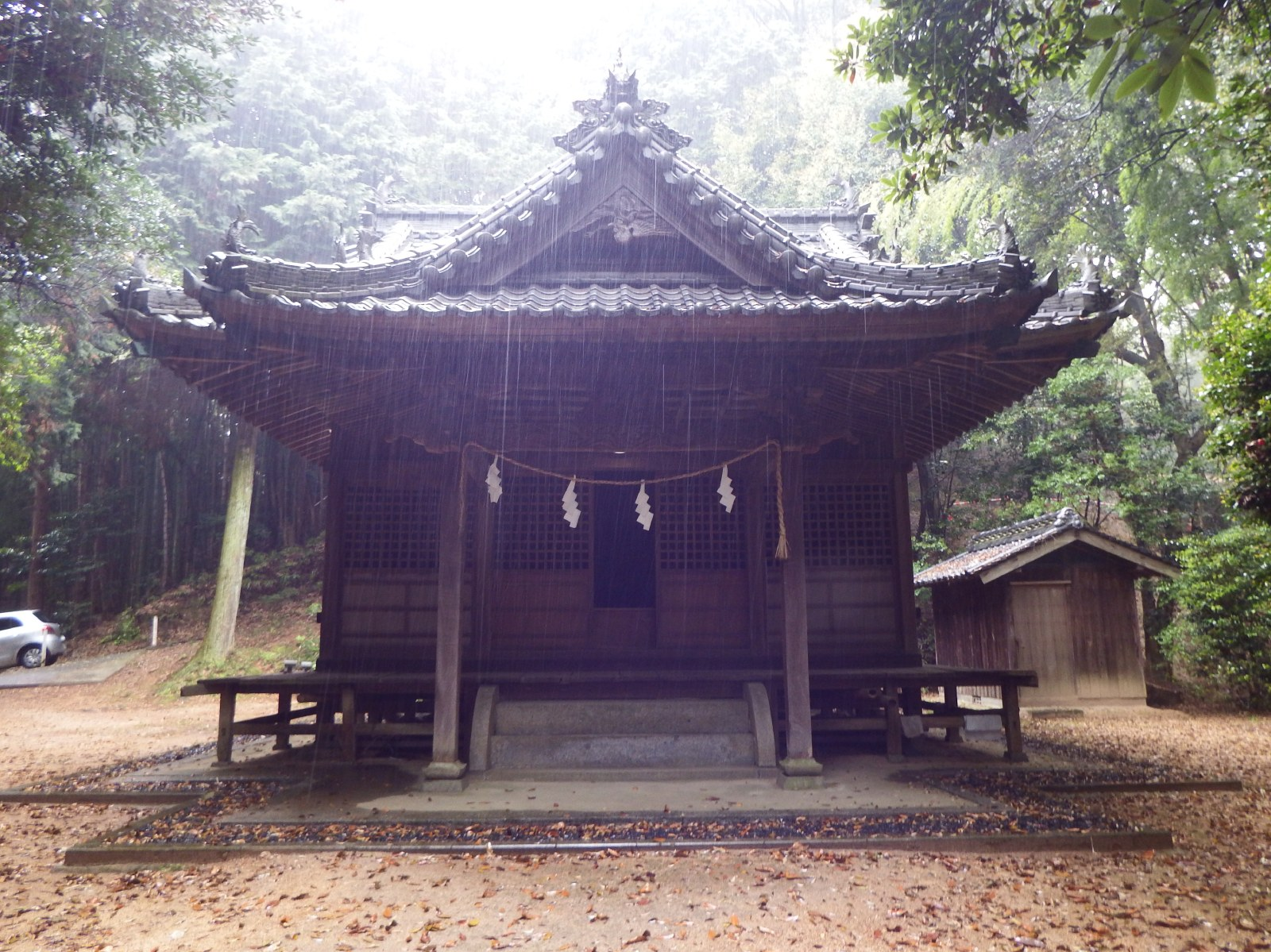
三嶋新宮神社の拝殿
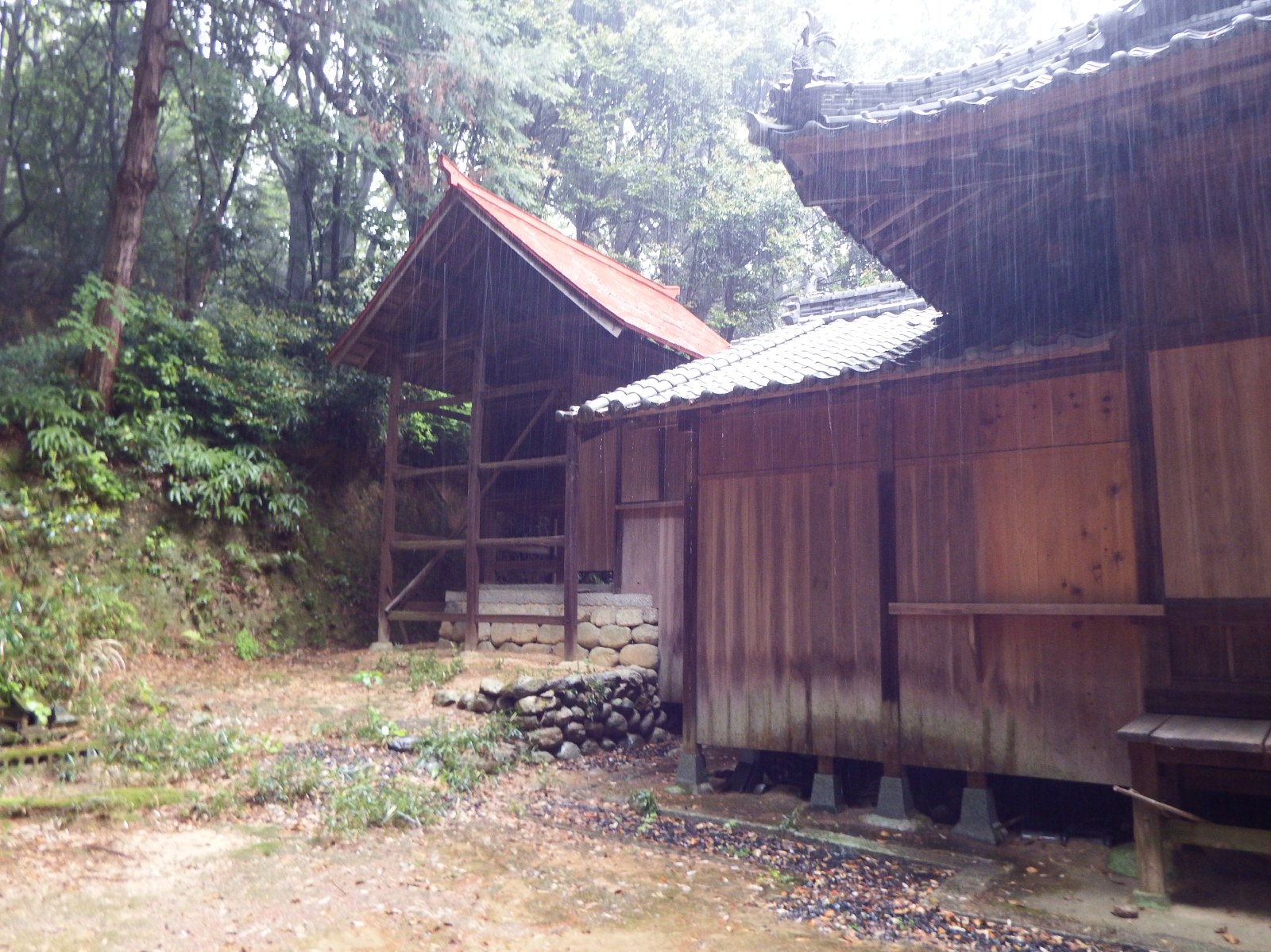
三嶋新宮神社の本殿

- 鳥越地蔵尊：昔、城下塔（城の塔）という城があったが、戦が起こり落城し城主は自害した。城主の残された妻と娘二人は傷心のあまり病死。あわれに思った村人たちは、お地蔵さんを作って丁重にお祀りした[6]。

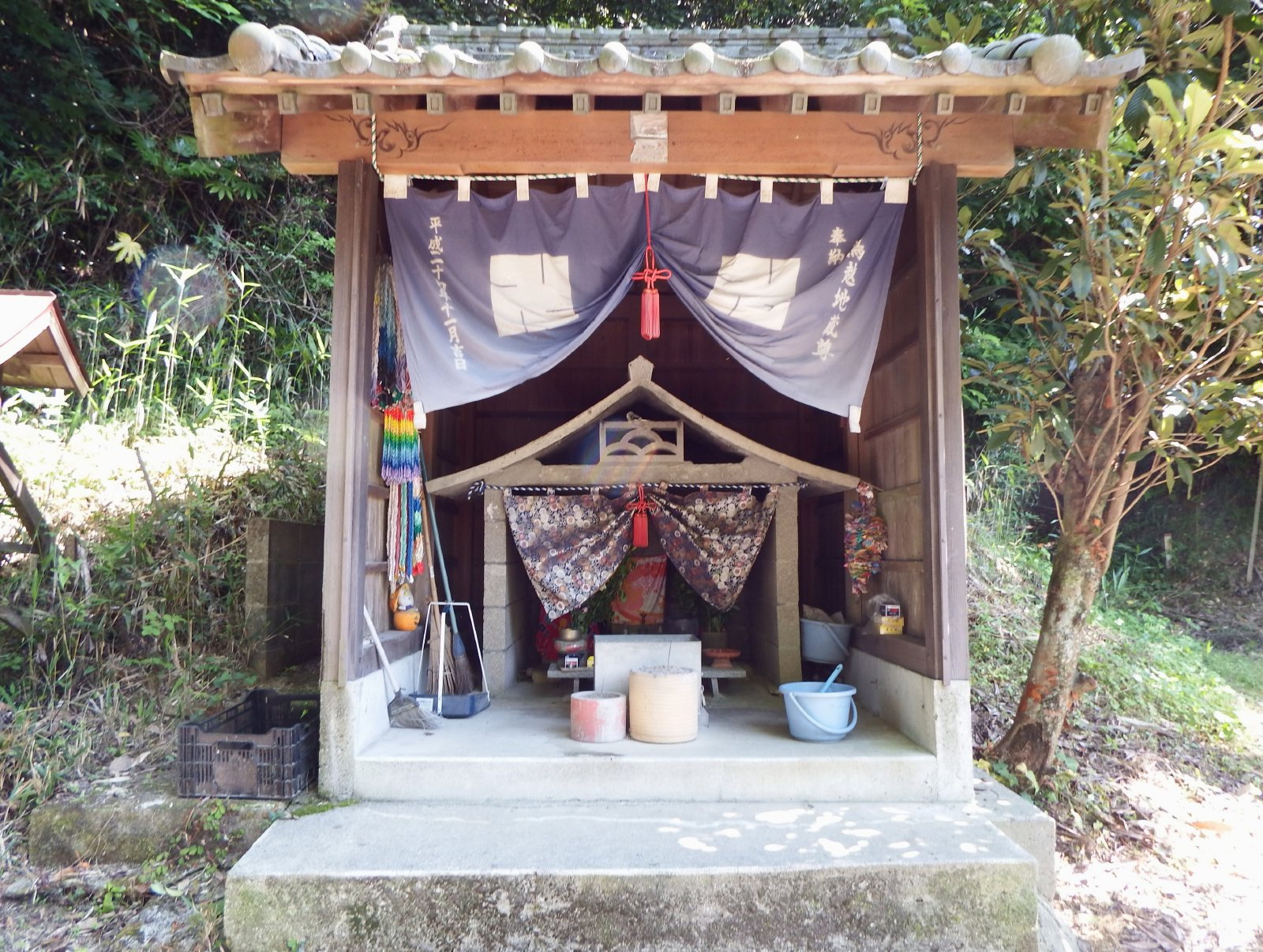
鳥越地蔵尊